# Klub Baby-Sitters (film)
Klub Baby-Sitters (ang. The Baby-Sitters Club) – amerykański film komediowy z 1995 roku napisany przez Dalene Young oraz wyreżyserowany przez Melanie Mayron, powstały na podstawie serii książeczek dla dziewcząt autorstwa Ann M. Martin. Wyprodukowana przez Columbia Pictures. Film został pozytywnie oceniony przez krytyków filmowych.
Premiera filmu miała miejsce 18 sierpnia 1995 roku w Stanach Zjednoczonych.

## Fabuła
Grupa trzynastolatek: Kristy (Schuyler Fisk), Mary Anne (Rachael Leigh Cook), Stacey (Bre Blair), Dawn (Larisa Oleynik), Claudia (Tricia Joe), Mallory (Stacy Linn Ramsower) i Jessica (Zelda Harris), zakłada klub opiekunek do dzieci. Dziewczęta są sumienne i punktualne, więc szybko zyskują dobrą opinię wśród matek powierzających im swoje pociechy. Zachęcone powodzeniem postanawiają w czasie wakacji założyć letni obóz dzienny dla dzieci z sąsiedztwa.

## Obsada
- Schuyler Fisk jako Kristy Thomas
- Bre Blair jako Stacey McGill
- Rachael Leigh Cook jako Mary Anne Spier
- Larisa Oleynik jako Dawn Schafer
- Tricia Joe jako Claudia Kishi
- Stacy Linn Ramsower jako Mallory Pike
- Zelda Harris jako Jessica Ramsey
- Vanessa Zima jako Rosie Wilder
- Christian Oliver jako Luca
- Brooke Adams jako Elizabeth Thomas Brewer
- Bruce Davison jako Watson Brewer
- Jessica Needham jako Karen Brewer
- Ellen Burstyn jako pani Haberman
- Asher Metchik jako Jackie Rodowsky
- Austin O’Brien jako Logan Bruno
- Marla Sokoloff jako Cokie Mason
- Aaron Michael Metchik jako Alan Gray
- Kyla Pratt jako Becca Ramsey
- Scarlett Pomers jako Suzi Barrett